# 熊田葦城
熊田 葦城（くまだ いじょう、文久2年（1862年）6月 - 1940年2月12日）は、日本の歴史学者、文筆家。本名は熊田宗次郎。

## 略歴
福山藩藩士・熊田臨蔵の次男として、備後国福山（現在の広島県福山市）に生まれる。誠之館にて学を修めたほか、江木鰐水に漢籍を、五弓雪窓に漢作文を、藤井葦川に漢詩を学ぶ。
二十歳のころ大阪に出て大阪新報社に就職、同社で編集長をつとめたのち新潟日日新聞、北海道毎日新聞、北海新聞などを経て報知新聞に招かれた。同紙編集長の傍ら日清戦争の戦時記事を執筆して大いにその名を知られるようになる。一時同社を退いたが、日露戦争を機に再び報知の編集長に就任。自著『日本史蹟』が賞讃の的となり、のち鎌倉に居住して著述業に専念した。
徳富蘇峰との交流がある。

## 著作
- 『明治才媛美譚』（博文館、1900年）
- 『洋行奇談赤毛布』（文禄堂、1900年）
- 『阿部伊勢守』（博文館、1901年）
- 『日本史蹟 天之巻』（昭文堂、1908年）
- 『日本史蹟 地之巻』（昭文堂、1908年）
- 『日本史蹟 日之巻』（昭文堂、1908年）
- 『日本史蹟 月之巻』（昭文堂、1908年）
- 『女武士道』（天地堂、1908年）
- 『少年武士道』（東亜堂、1908年）
- 『日蓮上人』（報知社、1911年）
- 『日本史蹟赤穂義士』（東京朝日通信社、1911年）
- 『日本史蹟曽我兄弟』（昭文堂、1911年）
- 『大阪陣』（至誠堂書店、1912年）
- 『幕府瓦解史』（有朋堂書店、1915年）
- 『佐倉史談』（良書刊行會、1917年）
- 『江戸懐古録』（奠都記念会、1918年）
- 『茶道美談 : 風流の友』（実業之日本社、1921年）
- 『少年美談』（実業之日本社、1921年）
- 『少女美談』（実業之日本社、1921年）
- 『新田義則公』（藤波印刷部、1923年）
- 『観樹将軍縦横談』（実業之日本社、1924年）
- 『日興上人』（藤波商店、1925年）
- 『青年美談』（実業之日本社、1925年）
- 『名人百話』（春陽堂、1926年）
- 『成功百話』（春陽堂、1926年）
- 『寺島貞太郎君』（非売品、1926年）
- 『復讐義挙伝』（四條書房、1932年）
- 『日本史蹟大系』1-16（平凡社、1935年）
- 『日本建国講話』（京文社、1937年）